# ¿Quién es la máscara? (programa de televisión colombiano)
¿Quién es la máscara? es un concurso musical en el que celebridades se disfrazan con una máscara para esconder su identidad, mientras el jurado y el público debe descubrir quién es el famoso que está cantando. La versión colombiana del programa se estrenó el sábado 9 de octubre del 2021 y finalizó el domingo 23 de enero del 2022 el cual se emitió durante los fines de semana por el canal RCN.

## Formato
Veintinueve celebridades ocultas bajo una máscara compiten para tratar de mantener el misterio de su identidad.
Cada noche un grupo de participantes compiten entre sí, mediante una presentación musical y a su vez darán pistas sobre su verdadera identidad, terminadas las presentaciones, los investigadores harán preguntas al concursante para poder descubrir al famoso que se esconde bajo la máscara, después el público en el estudio elige a su favorito para que continúe en competencia mientras que los demás participantes quedan en manos del panel de investigadores que decidirán que celebridad sigue en competencia, queda en riesgo o es eliminado y deberá quitarse la máscara y revelar su identidad. 
El juego se divide en dos etapas, en la primera participan trece celebridades y en la segunda dieciséis, de cada etapa el concursante que logre mantener oculta su identidad podrá competir en la última batalla musical y poder llegar a ser el gran ganador de ¿Quién es la máscara?

## Equipo del programa
| Investigadores     | Ocupación                         |
| ------------------ | --------------------------------- |
| Alejandra Azcárate | Comediante, actriz y presentadora |
| Lina Tejeiro       | Actriz                            |
| Juanda Caribe      | Comediante y cantante             |
| Llane              | Cantante                          |
| Presentador        | Ocupación                         |
| Piter Albeiro      | Comediante                        |
| Backstage          | Ocupación                         |
| Susy Mora          | Periodista y presentadora         |

## Participantes
Primera etapa
| Personaje  | Celebridad              | Ocupación                     | Resultado     |
| ---------- | ----------------------- | ----------------------------- | ------------- |
| Zorro      | Juan Sebastián Quintero | Actor, presentador y cantante | Ganador       |
| Mono Tití  | Beto Villa Jr           | Actor y cantante              | 12° Eliminado |
| Palenquera | Natalia Bedoya          | Cantante y actriz             | 11° Eliminada |
| Gallinazo  | Sebastián Villalobos    | Youtuber e influencer         | 10° Eliminado |
| Cacatúa    | Alicia Machado          | Modelo y actriz               | 9° Eliminada  |
| Gato       | Rafaella Chávez         | Actriz y cantante             | 8° Eliminada  |
| Esmeralda  | Aida Victoria Merlano   | Influencer                    | 7° Eliminada  |
| Lechón     | Checo Acosta            | Cantante                      | 6° Eliminado  |
| Armadillo  | Alejandro Martínez      | Actor y cantante              | 5° Eliminado  |
| Pantera    | Jorge Cárdenas          | Actor y cantante              | 4° Eliminado  |
| Lechuza    | Xiomara Xibille         | Presentadora y actriz         | 3° Eliminada  |
| Mariposa   | Claudia Bahamón         | Presentadora                  | 2° Eliminada  |
| Camaleón   | Nairo Quintana          | Ciclista                      | 1° Eliminado  |

Segunda etapa
| Personaje  | Celebridad            | Ocupación                             | Resultado     |
| ---------- | --------------------- | ------------------------------------- | ------------- |
| Coco Loco  | Karoll Márquez        | Actor y cantante                      | Finalista     |
| Muñeca     | Carolina Sabino       | Actriz y cantante                     | 15° Eliminada |
| Colibrí    | María Laura Quintero  | Actriz, modelo y presentadora         | 14° Eliminada |
| Burro      | Lucas Arnau           | Cantante                              | 13° Eliminado |
| Caimán     | Mario Duarte          | Actor y músico                        | 12° Eliminado |
| Monstruo   | Iván Marín            | Comediante y actor                    | 11° Eliminado |
| Panda      | Mr. Black             | Cantante                              | 10° Eliminado |
| Orquídea   | María Conchita Alonso | Actriz, cantante y exreina de belleza | 9° Eliminada  |
| Conejo     | Marilyn Patiño        | Actriz                                | 8° Eliminada  |
| Rin Rin    | Agmeth Escaf          | Presentador y actor                   | 7° Eliminado  |
| Tarántula  | Johanna Fadul         | Actriz                                | 6° Eliminada  |
| Toro       | Daniel Calderón       | Cantante                              | 5° Eliminado  |
| Pez        | Shaira                | Cantante                              | 4° Eliminada  |
| Azulejo    | Mabel Moreno          | Actriz                                | 3° Eliminada  |
| Madremonte | Elianis Garrido       | Actriz y presentadora                 | 2° Eliminada  |
| Dorado     | Faustino Asprilla     | Exfutbolista y comentarista deportivo | 1° Eliminado  |

## Resultados Generales
| Zorro      | Juan Sebastián Quintero | Gana      |           |           |           |           | Gana      |           |           | Gana      | Gana      |           |           | Gana      | Gana      | Gana      | Finalista |           |           |           |           |           |           |           |           |           |
| Mono Tití  | Beto Villa Jr           |           |           |           | Gana      | Gana      |           |           | Gana      |           |           | Gana      |           | Continúa  | Gana      | Continúa  | Eliminado |           |           |           |           |           |           |           |           |           |
| Palenquera | Natalia Bedoya          | Continúa  |           |           |           | Continúa  |           |           |           | Continúa  |           | Continúa  | Continúa  |           | Continúa  | Eliminada |           |           |           |           |           |           |           |           |           |           |
| Gallinazo  | Sebastián Villalobos    |           | Gana      |           |           |           |           | Gana      | En riesgo | Continúa  | Continúa  |           | Gana      |           | Eliminado |           |           |           |           |           |           |           |           |           |           |           |
| Cacatúa    | Alicia Machado          |           |           | Continúa  |           |           | Continúa  |           | Continúa  |           | En riesgo | Continúa  | En riesgo | Eliminada |           |           |           |           |           |           |           |           |           |           |           |           |
| Gato       | Rafaella Chávez         |           | Gana      |           |           | En riesgo | Continúa  |           | Gana      |           |           | Eliminada |           |           |           |           |           |           |           |           |           |           |           |           |           |           |
| Esmeralda  | Aida Victoria Merlano   |           |           |           | Continúa  |           |           | Continúa  |           | Eliminada |           |           |           |           |           |           |           |           |           |           |           |           |           |           |           |           |
| Lechón     | Checo Acosta            |           |           | Gana      |           |           |           | Eliminado |           |           |           |           |           |           |           |           |           |           |           |           |           |           |           |           |           |           |
| Armadillo  | Alejandro Martínez      |           | Continúa  |           |           |           | Eliminado |           |           |           |           |           |           |           |           |           |           |           |           |           |           |           |           |           |           |           |
| Pantera    | Jorge Cárdenas          |           |           |           | Eliminado |           |           |           |           |           |           |           |           |           |           |           |           |           |           |           |           |           |           |           |           |           |
| Lechuza    | Xiomara Xibille         |           |           | Eliminada |           |           |           |           |           |           |           |           |           |           |           |           |           |           |           |           |           |           |           |           |           |           |
| Mariposa   | Claudia Bahamón         |           | Eliminada |           |           |           |           |           |           |           |           |           |           |           |           |           |           |           |           |           |           |           |           |           |           |           |
| Camaleón   | Nairo Quintana          | Eliminado |           |           |           |           |           |           |           |           |           |           |           |           |           |           |           |           |           |           |           |           |           |           |           |           |
| Etapa 2    |                         |           |           |           |           |           |           |           |           |           |           |           |           |           |           |           |           |           |           |           |           |           |           |           |           |           |
| Personaje  | Celebridad              | 17        | 18        | 19        | 20        | 21        | 22        | 23        | 24        | 25        | 26        | 27        | 28        | 29        | 30        | 31        | 32        | 33        | 34        | 35        | 36        | 37        | 38        | 39        | 40        | 41        |
| Coco Loco  | Karoll Márquez          | Gana      |           |           |           |           | Gana      |           |           |           |           | Gana      |           | Gana      |           |           | Gana      |           | Gana      |           | Gana      |           | Gana      |           | Gana      | Finalista |
| Muñeca     | Carolina Sabino         |           |           |           | Gana      |           | Continúa  |           |           |           |           |           |           | Continúa  |           |           | Continúa  |           | Continúa  |           | Continúa  |           |           | Gana      | Continúa  | Eliminada |
| Colibrí    | María Laura Quintero    |           | Gana      |           |           |           |           |           | Gana      |           | En riesgo | Continúa  |           |           | Continúa  |           | En riesgo | Continúa  |           | Gana      |           | Continúa  |           | Continúa  | Eliminada |           |
| Burro      | Lucas Arnau             |           |           |           |           | Gana      |           |           | Gana      |           | Continúa  |           |           |           |           | Continúa  |           | Gana      | En riesgo | Continúa  |           | Gana      | En riesgo | Eliminado |           |           |
| Caimán     | Mario Duarte            |           |           | Gana      |           |           |           | Continúa  |           |           |           | Continúa  |           |           | Gana      |           |           | Continúa  |           | Continúa  | En riesgo | Eliminado |           |           |           |           |
| Monstruo   | Iván Marín              |           | Continúa  |           |           |           |           | Gana      |           |           | Gana      |           |           |           | En riesgo | Continúa  |           | Gana      |           | Eliminado |           |           |           |           |           |           |
| Panda      | Mr. Black               |           |           |           | Gana      |           |           |           |           | Gana      |           |           | Gana      |           |           | Gana      |           | Eliminado |           |           |           |           |           |           |           |           |
| Orquídea   | Maria Conchita Alonso   |           |           |           |           | Continúa  |           |           |           | Continúa  |           |           | Gana      |           |           | Eliminada |           |           |           |           |           |           |           |           |           |           |
| Conejo     | Marilyn Patiño          | Continúa  |           |           |           |           |           | Continúa  |           |           |           |           | Continúa  |           | Eliminada |           |           |           |           |           |           |           |           |           |           |           |
| Rin Rin    | Agmeth Escaf            |           |           | Continúa  |           |           |           |           | Continúa  |           |           |           | Eliminado |           |           |           |           |           |           |           |           |           |           |           |           |           |
| Tarántula  | Johanna Fadul           |           |           |           | En riesgo | Continúa  |           |           |           | Continúa  |           | Eliminada |           |           |           |           |           |           |           |           |           |           |           |           |           |           |
| Toro       | Daniel Calderón         |           |           |           | Continúa  |           |           |           | En riesgo | Eliminado |           |           |           |           |           |           |           |           |           |           |           |           |           |           |           |           |
| Pez        | Shaira                  |           | En riesgo | Continúa  |           |           | En riesgo | Eliminada |           |           |           |           |           |           |           |           |           |           |           |           |           |           |           |           |           |           |
| Azulejo    | Mabel Moreno            |           |           |           |           | Eliminada |           |           |           |           |           |           |           |           |           |           |           |           |           |           |           |           |           |           |           |           |
| Madremonte | Elianis Garrido         |           |           | Eliminada |           |           |           |           |           |           |           |           |           |           |           |           |           |           |           |           |           |           |           |           |           |           |
| Dorado     | Faustino Asprilla       | Eliminado |           |           |           |           |           |           |           |           |           |           |           |           |           |           |           |           |           |           |           |           |           |           |           |           |
| Gran Final |                         |           |           |           |           |           |           |           |           |           |           |           |           |           |           |           |           |           |           |           |           |           |           |           |           |           |
| Personaje  | Celebridad              | 42        |           |           |           |           |           |           |           |           |           |           |           |           |           |           |           |           |           |           |           |           |           |           |           |           |
| Zorro      | Juan Sebastián Quintero | Ganador   |           |           |           |           |           |           |           |           |           |           |           |           |           |           |           |           |           |           |           |           |           |           |           |           |
| Coco Loco  | Karoll Márquez          | Finalista |           |           |           |           |           |           |           |           |           |           |           |           |           |           |           |           |           |           |           |           |           |           |           |           |

     El participante es salvado por el público.
     El Participante es salvado por los investigadores.
     El participante queda en riesgo de salir de la competencia.
     El participante no participa en el episodio.
     El participante es eliminado de la competencia.
     El participante llega a la final de la competencia.
     El participante es el ganador de la competencia.

## Audiencia
| Capítulo | Fecha      | Audiencia | Puesto  |
| -------- | ---------- | --------- | ------- |
| 1        | 09/10/2021 | 9.1       | Primero |
| 2        | 10/10/2021 | 9.4       | Tercero |
| 3        | 16/10/2021 | 7.1       | Segundo |
| 4        | 17/10/2021 | 7.7       | Segundo |
| 5        | 23/10/2021 | 7.4       | Segundo |
| 6        | 24/10/2021 | 7.8       | Tercero |
| 7        | 30/10/2021 | 6.7       | Segundo |
| 8        | 31/10/2021 | 7.2       | Segundo |
| 9/10     | 06/11/2021 | 3.7       | Cuarto  |
| 11/12    | 07/11/2021 | 5.4       | Quinto  |
| 13/14    | 13/11/2021 | 3.9       | Cuarto  |
| 15/16    | 14/11/2021 | 5.0       | Quinto  |
| 17/18    | 20/11/2021 | 4.3       | Cuarto  |
| 19/20    | 21/11/2021 | 5.4       | Quinto  |
| 21/22    | 27/11/2021 | 3.6       | Cuarto  |
| 23/24    | 28/11/2021 | 4.4       | Sexto   |
| 25/26    | 04/12/2021 | 3.4       | Cuarto  |
| 27/28    | 05/12/2021 | 3.0       | Sexto   |
| 29/30    | 11/12/2021 | 3.8       | Tercero |
| 31/32    | 18/12/2021 | 2.2       | Cuarto  |
| 33/34    | 19/12/2021 | 3.9       | Cuarto  |
| 35/36    | 15/01/2022 | 2.6       | Cuarto  |
| 37/38    | 16/01/2022 | 3.0       | Quinto  |
| 39/40    | 22/01/2022 | 3.4       | Cuarto  |
| 41/42    | 23/01/2022 | 3.5       | Quinto  |

     Emisión más vista.
     Emisión menos vista.